# Legowelt
Danny Wolfers est né en 1976 à La Haye aux Pays-Bas. Plus connu sous le pseudonyme Legowelt ou de Smackos, il compose essentiellement de la musique électronique. Il commence à produire au début des années 1990 à La Haye, et sort ses premières productions sous le label Bunker Records. En 2006, il lance son propre label, Strange Life Records. 

## Discographie

### Albums

#### En tant que Legowelt
- Reports From the Backseat Pimp (1998)
- Dark Days (2004)
- The Rise and Fall of Manuel Noriega (2008)
- Amiga Railroad Adventures (2009)
- The Teac Life (2011)
- The Paranormal Soul (2012)
- Gilga 1 (2013)
- Crystal Cut 2080 (2014)

#### En tant que Smackos
- Eden In A Sea Of Misery (2020)
- Fables From a Silent Wave (2022)